# شاخه گل ۱۱
شاخه گل ۱۱ نام یک آلبوم موسیقی در سبک سنتی ایرانی باصدای غلام‌حسین بنان می‌باشد که توسط انتشارات ایران صدا منتشر شده‌است. این آلبوم، یازدهمین آلبوم از مجموعه آلبوم شاخه گل بوده‌است. در این اثر اشعار رهی معیری، فخرالدین عراقی، فروغی بسطامی، الهی قمی، ازینور اصفهانی، بابا فغانی شیرازی خوانده شده و روح‌الله خالقی (به عنوان آهنگ ساز و تنظیم کننده)، احمد عبادی و حبیب‌الله بدیعی (به عنوان نوازده) حضور دارند.

## شرح اثر

### هنرمندان
- آواز: غلام‌حسین بنان
- آهنگ ساز و تنظیم کننده: روح‌الله خالقی
- نوازندگان:
  - سه تار: احمد عبادی
  - ویولن: حبیب الله بدیعی
- اشعار از رهی معیری، فخرالدین عراقی، فروغی بسطامی، الهی قمی، ازینور اصفهانی، بابا فغانی شیرازی

### فهرست آهنگ‌ها
۱. روی اول (آذربایجان)
- ابوعطا
- آهنگ ساز و تنظیم کننده: روح‌الله خالقی
- اشعار از رهی معیری، عراقی، فروغی بسطامی

۲. روی دوم (ای دل بیا)
- بیات اصفهان
- با همکاری عبادی و بدیعی
- اشعار از الهی قمی، ازینور اصفهانی، بابا فغانی شیرازی، عراقی، عطار نیشابوری